# Ivan Illich
Ivan Illich, född 4 september 1926 i Wien, Österrike, död 2 december 2002 i Bremen, Tyskland, var en österrikisk-amerikansk filosof, teolog och romersk-katolsk präst. Hans filosofiska verk har haft inflytande på områden som arbetskritik och civilisationskritik.
Illich skrev kritiska betraktelser över många av det moderna samhällets institutioner, och var som mest uppmärksammad på 1970-talet. Illich var främst känd för sin bok »The medical nemesis: The expropriation of health« (svensk översättning: »Den farliga sjukvården«). Illich lanserade begreppet medikalisering som tog upp problematiken kring sjukvårdens strävan att ta sig an allt fler aspekter av det mänskliga livet – även sociala och existentiella problem. Han blev bland annat känd genom påståendet att "sjukvården gör oss sjuka" genom regelbundna hälsokontroller som kunde ge upphov till allvarlig bieffekt, »nocebo-effekter« (motsatsen till placeboeffekter), som gjorde att människor kunde bli sjuka bara av att tro sig vara sjuka.